# شاين مارشال
شاين مارشال (بالإنجليزية: Shane Marshall)‏ (15 يناير 1972 بدومينيكا - ) هو مدرب كرة قدم ولاعب كرة قدم دومينيكي في مركز الوسط. شارك مع منتخب دومينيكا لكرة القدم.

## وصلات خارجية
- شاين مارشال على موقع قاعدة بيانات كرة القدم.إي يو (الإنجليزية)
- شاين مارشال على موقع ناشيونال فوتبول تيمز (الإنجليزية)